# پالایش زباله

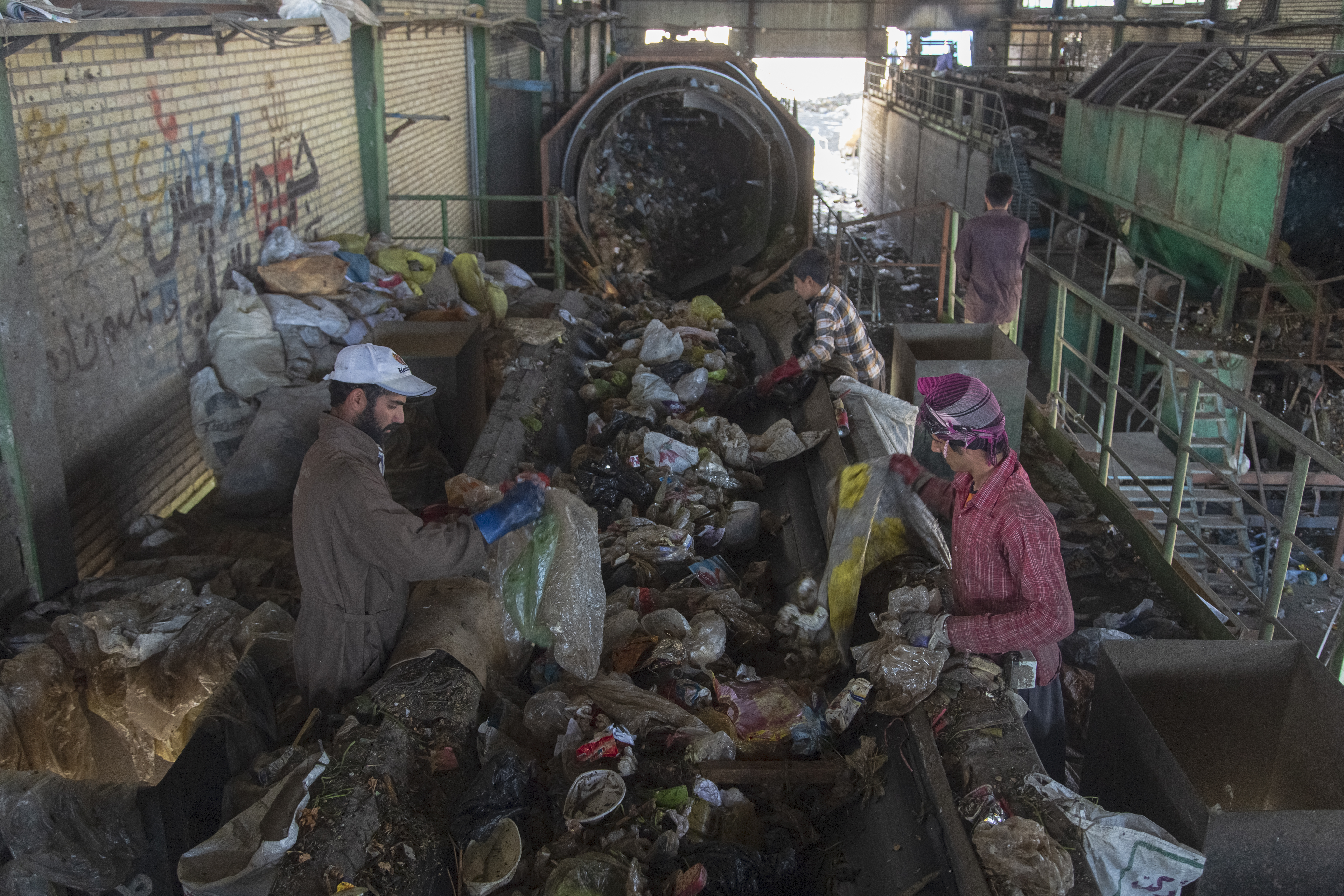
پالایش و تفکیک زباله‌های خشک توسط دستگاه و انسان در یک مرکز پسماند در ایران

پالایش زباله اشاره به فعالیت‌های مورد نیاز برای اطمینان از اینکه زباله کمترین تأثیر عملی بر روی محیط زیست را دارد. در بسیاری از کشورها طبق قانون، اشکال مختلف از پالایش زباله مورد نیاز است.

## پالایش زباله‌های جامد
پالایش زباله‌های جامد یک جزء کلیدی از مدیریت زباله است. اشکال مختلف از پالایش زباله‌های جامد در سلسله مراتب زباله درجه‌بندی شده‌اند.

## پالایش آب و فاضلاب

### پالایش ضایعات آب کشاورزی
پالایش ضایعات آب کشاورزی، پالایش و دفع مایعات حیوانی، باقی‌مانده آفت کش، و غیره از کشاورزی است.

### تصفیه فاضلاب صنعتی
تصفیه فاضلاب صنعتی، تصفیه زباله‌های مرطوب از تولید و صنعت و تجارت از جمله معدن، استخراج و صنایع سنگین است.

## پالایش زباله‌های رادیو اکتیو
پالایش زباله‌های رادیو اکتیو، پالایش و مهار زباله‌های رادیو اکتیو است.